# Attenuipyga vanduzei
Attenuipyga vanduzei är en insektsart som beskrevs av Henry Fairfield Osborn och Ball 1898. Attenuipyga vanduzei ingår i släktet Attenuipyga och familjen dvärgstritar. Inga underarter finns listade i Catalogue of Life.